# デュカ
デュカは、エジプト、パレスチナ、サウジアラビアなどアラブ複数国の料理に用いられる粉末状シーズニングミックスであるドゥッカ（دُقَّة, 文語アラビア語発音：duqqah ないしは duqqa, ドゥッカ、口語アラビア語発音：ドゥッア、ドッア、ドゥッガ、ドッガなど）の日本におけるカタカナ表記の一つ。
アラビア語としてはデュカやデュッカと発音されることは無く誤読となるが、日本ではこれらのカタカナ表記が一般的である。

## 概要

### 地域

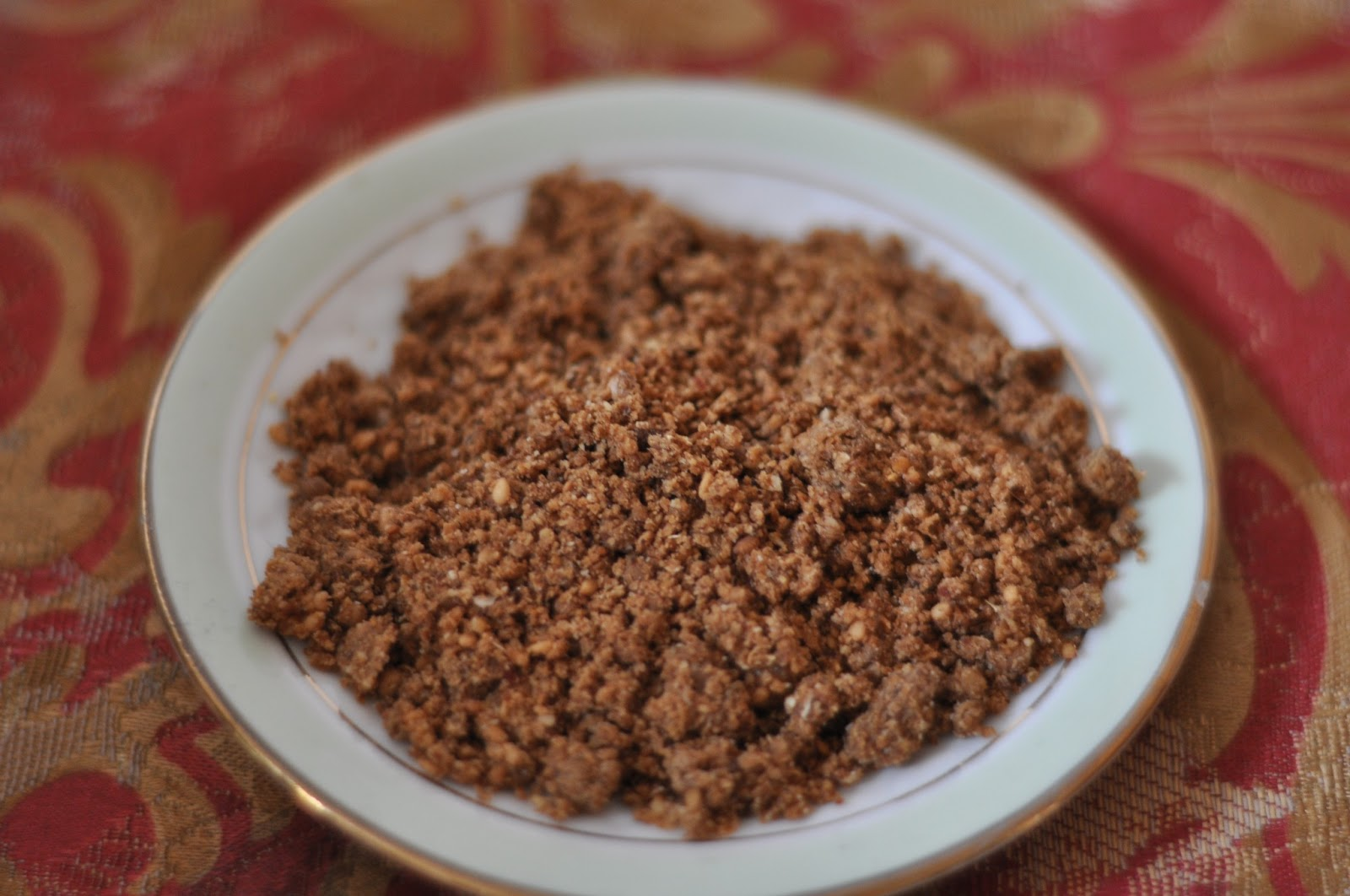
エジプト風デュカ（ドゥッカ）

アラブ諸国において有名なのはエジプト、ならびにパレスチナ特にガザ地区のデュカ（ドゥッカ）で、他にはサウジアラビア マディーナ版であるドゥッカ・マディーニーヤ、シリア アレッポ版であるドゥッカ・ハラビーヤといった名前が知られている。
日本ではエジプトの物がよく知られているため、「エジプト生まれ」「エジプト発祥」の調味料とのみ紹介されていることも多い。

### 材料

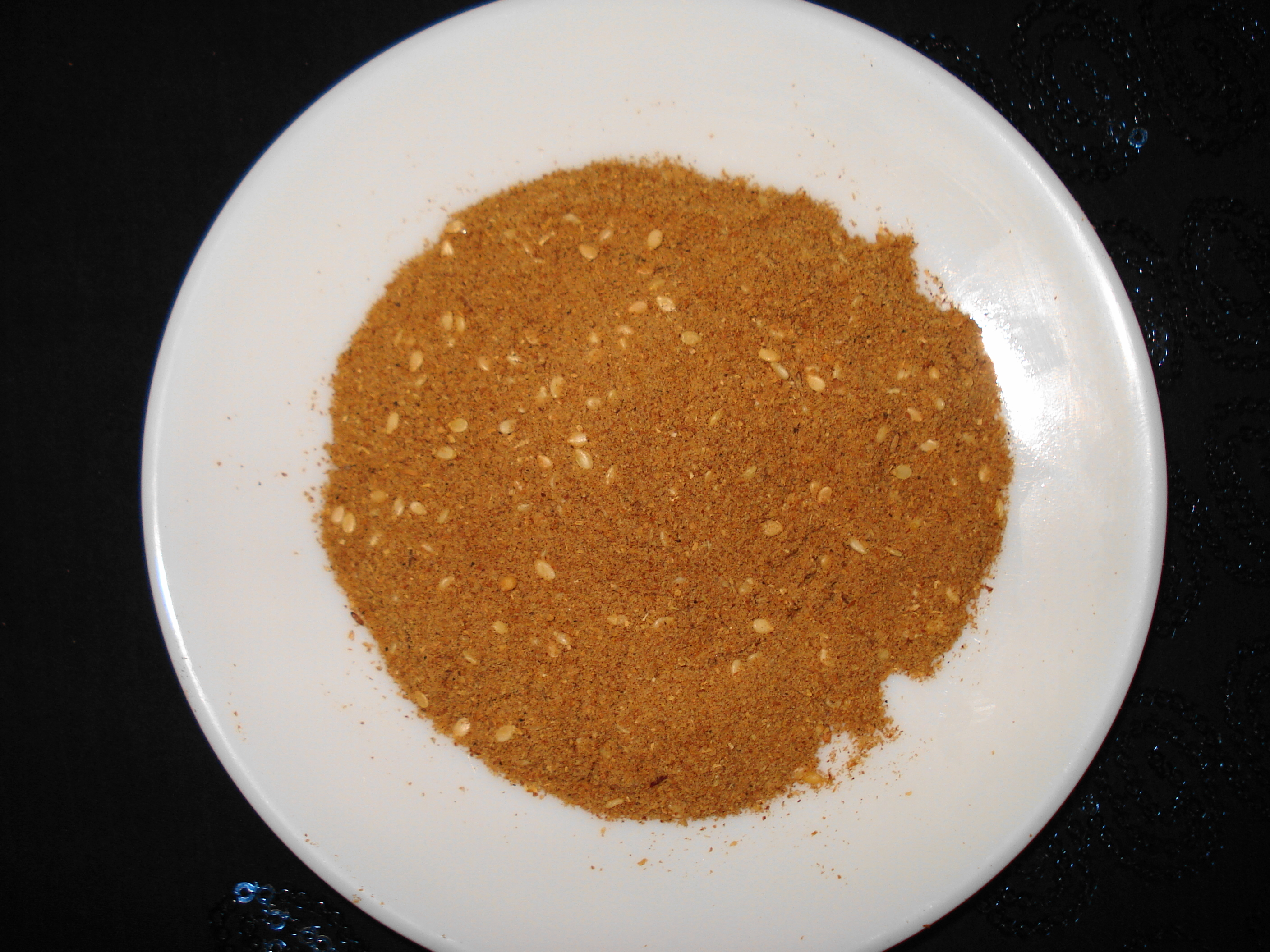
サウジアラビアのマディーナ風デュカ（ドゥッカ）

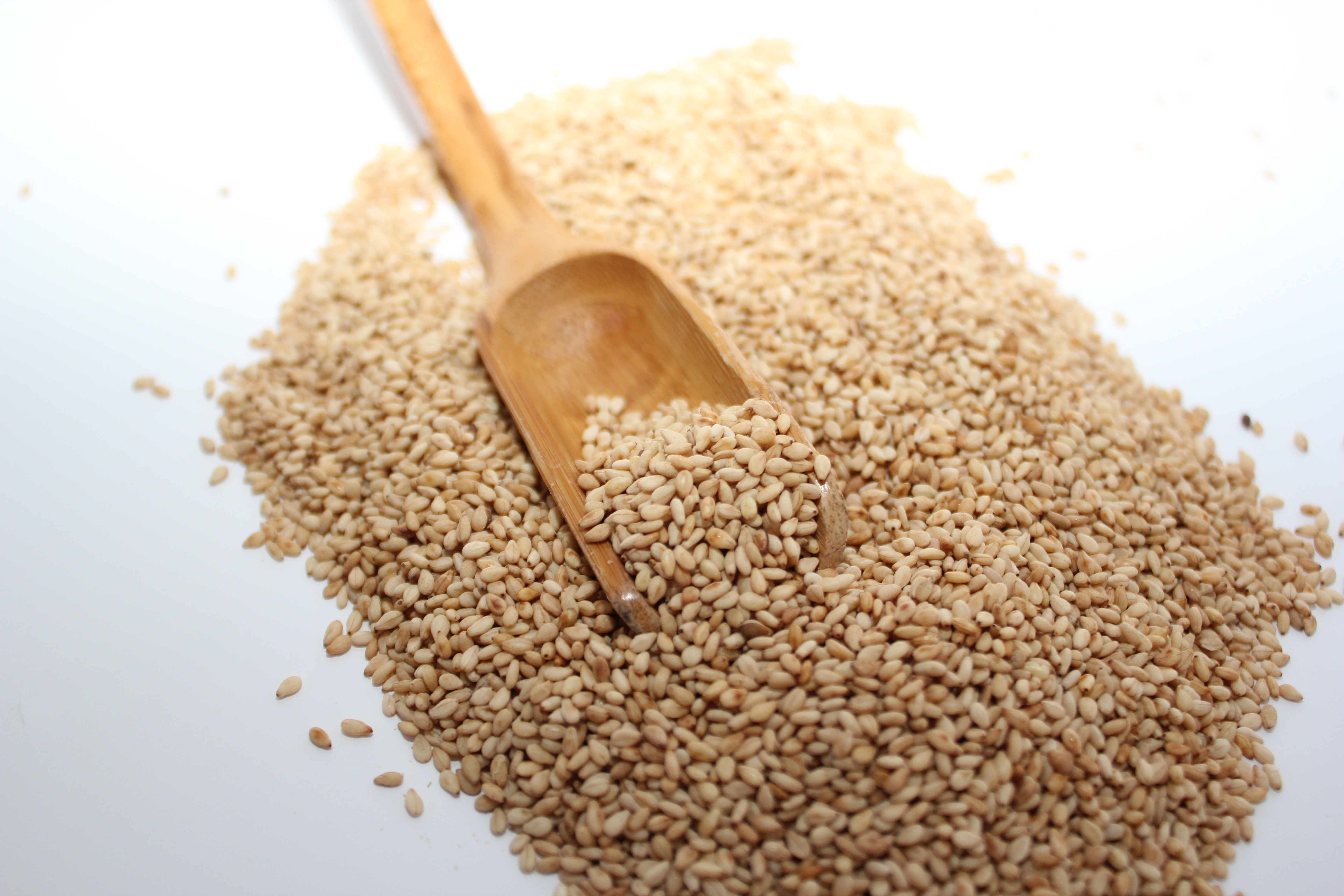
炒りゴマ

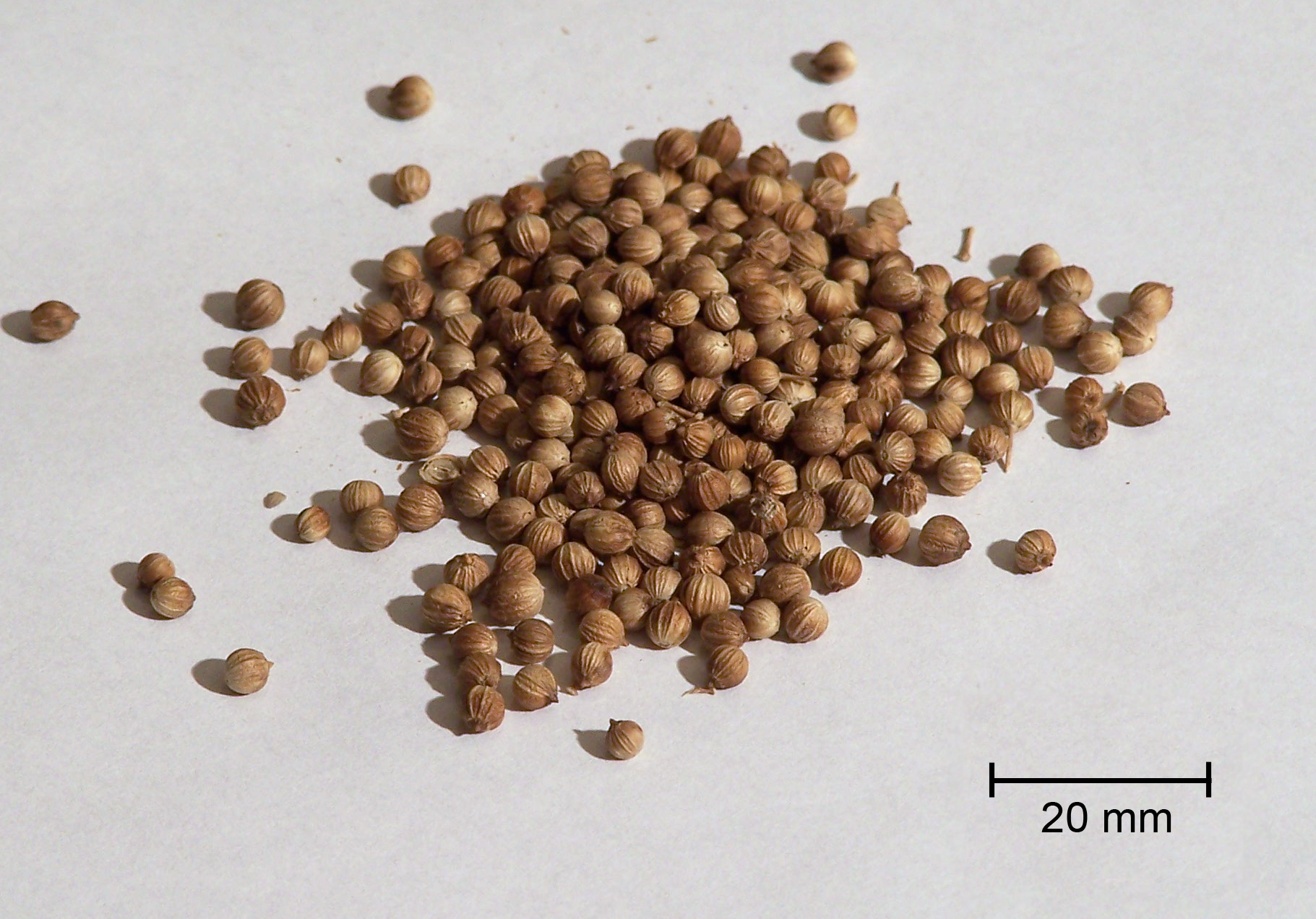
コリアンダー

地域・家庭・商店によって中に含まれる材料の組み合わせは異なるが、各自好きな具を組み合わせて作り統一性が特に見られないという訳ではなくエジプト流、パレスチナ流、サウジアラビア流といった大まかな区別がつく程度には国ごとの違いがある。
主な相違点としてはエジプト式がナッツ類を使うのに対し、パレスチナ式は皮むき小麦・豆類・スマック（スンマーク）・赤唐辛子を多用する点、サウジアラビア式が食用乾燥バラを多用するといった点が挙げられる。
一方、共通点としては香辛料の混合物中にコリアンダー、クミンが含まれ、そこに塩やゴマを入れる点が挙げられる。
同じドゥッカ（現地方言発音：ドゥッガ）という名称で呼ばれる粉末調味料としてはサウジアラビアなどで食されているドゥッカト・アル＝フシャール（دُقَّةُ الْفُشَارِ, duqqat al-fushār、フシャール・ドゥッカ、「ポップコーン・ドゥッカ」の意）というパウダーが存在するが、通常の料理・パン用と共通のコリアンダーやクミンといったスパイスに加え、砂糖や薄ピンクにするためのスマック（スンマーク）ないしは着色料（主に赤系、その他青系・緑系でパステルカラーにする）の使用が行われている。

### 製法
アラブの家庭ではかつては石臼などが使われていたが、現在では電動のフードプロセッサー、ブレンダー、スパイスグラインダーの利用が普及している。また、大量に挽きたい場合は地元の製粉所に持ち込み代行してもらうという方法もある。
商業的製法に関してはロバなどの家畜に牽かせた石臼で挽いたり、手回しのグラインダーが利用されたりしていたが、今では電動臼・グラインダーが普及している。

### 質感
アラブ世界における現在の製法は臼やグラインダーなどで作った細挽きの粉末であることが多く、コーヒーパウダーにゴマを混ぜたような見た目をするなどしている。
レシピでは「つき砕く」ではなく「（臼やグラインダーで）挽く;（穀類を挽いて）粉にする」という動詞 طَحَنَ（ṭaḥana, タハナ）や「ソフトな、なめらかな；粉末状の、パウダーの」という意味の形容詞 نَاعِم（nāʿim, ナーイム）が多出。料理番組などでもしっかり挽いてなめらかな粒にするよう指示が入るなどするが、人によってはナッツや豆を（極）細挽きではなく細挽き～中挽きに留めることもあり、アラブ人が作った物であってもさらさらした粉状から油分を吸ってしっとりした粗い海砂状まで差が見られる。
日本で認識されているようなザクザクしたナッツの食感を楽しむ食品とはされておらず、粗く刻んだナッツ類が主役となる調味料という扱いではないため、ナッツダイスが多数含まれコリアンダーの殻も残っているようなタイプはアラブ諸国の家庭で使われているデュカ（ドゥッカ）とは異なっている。アラブ世界ではザクザク感ではなくむしろソフトな口当たりが売りの一つにもなっているなどし、アラブ式レシピでは挽いた後に混ざっている種子類の大きめな粒・殻はふるいにかけ除去することもある。
全て挽いた茶色い粉の中にゴマだけが目立つ状態になっているか、もしくはゴマも含め全て挽く形となることから園芸用培養土に似た外観となるが、海外移住したパレスチナ人は土に似た柔らかな見た目から故郷のふんわりした土を想起するという。
一方、欧米や日本ではナッツの存在感が大きいレシピが普及しており、スパイス類は挽きすぎずナッツ類は包丁で粗く刻むといった風味の保持や油分漏出防止を重視した製法が多い。

### 利用方法
アラブ諸国では朝食や前菜においてオリーブオイルなどとあわせてパンにつけたり、ランチのサンドイッチ・豆料理・卵料理・肉料理・魚料理・サラダにふりかけたり、アラブ風ピザの上に乗せる具としたり、ヨーグルトに入れたりと、幅広く利用される万能ふりかけパウダーとして活用されている。
経済状況が厳しい家庭がおかず（肉・魚など）の少ないパン中心の生活に彩りを添える食材として愛用してきたことから、「貧しき者たちの愛用品」「経済制裁下の人々を支える食品」と評されることもしばしばである。

## 名称と発音

### 意味
アラビア語ではわずかな響きの差で同様の概念を共有する違う言葉を作り出す方式のため、ダッカ（daqqa）、ドゥッカ（duqqa(h)）、ダッカ（daqqa(h)）、ディッカ（diqqa(h)）は全て別の語となっている。そのうち本項目のスパイスミックスの名称は「ドゥッカ」によって表される。

#### 由来は文語アラビア語で細かくした食塩やスパイスミックスを表す名詞
日本語や英語の記事では「つき砕く」という動詞であると説明されている物が多いが誤りである。デュカ自体はアラビア語の名詞「ドゥッカ」を非アラビア語発音で当て字をしたカタカナ表記で、「つき砕く」という動詞ではなく「つき砕いて得られた物」という意味合いを示す名詞が由来となっている。
名称はアラビア語の動詞
دَقَّ（daqqa, ダッカ）
【動詞 - 完了形】
- （人間などの対象を）たたく
- （ドアや打楽器などを）たたく、たたいて音を鳴らす
- （心臓などが）脈をうつ、バクバクする
- 砕く、粉々にする
- すり潰す
- （調理として）叩いて粉砕する、つき砕く、石臼で挽いて粉末にする[注釈 2]。

の関連語である名詞
دُقَّةٌ（duqqah ないしは duqqa, ドゥッカ）
【名詞 - فُعْلَةٌ fuʿla(tun) 語形 - 女性名詞】
- （色々な物の）破片、（パンなどの）屑・かす
- 風に掃かれた砂埃・粉塵
- 香辛料のミックス（＝ミックススパイス）
- 香辛料と塩のミックス（＝シーズニングソルト）
- 砕かれた塩、すり潰した塩（＝食塩）
- コリアンダー

に由来。語形としては動名詞が指す動作によって得られた（1回分の）物体や分量を表すのに多用される فُعْلَةٌ fuʿla(tun) 語形に相当する。（ただし重子音語根のため変形している。）
名詞「ドゥッカ」自体は西暦1000年以前から存在していた古い語であり、アラビア半島のアラブ人たちが食塩やシーズニングソルトを指すのに使っていた物であった。アラビア語大辞典などを通じ、当時から「風に掃かれた砂埃・粉塵；香辛料入り食塩；香辛料のミックス；砕かれた塩」といった語義を有しており、「彼はドゥッカを持っていない」が「彼は塩を持っていない」という意味で使われていたことがわかる。
現在「ドゥッカ」と呼ばれているシーズニングミックス特産地であるガザを擁するパレスチナメディアの取材報道では「トントンとつき砕いて作っていたことからこの名前がついた」という語源を示す一方、「材料が（臼で）挽かれて混ぜ合わせられることからこの名前で呼ばれている」との説明も見られ、つき砕く以外に石臼ですり潰して得られるパウダーという認識の存在を示唆している。

#### 響きがよく似た別の名詞とデュカ（ドゥッカ）との関係
アラビア語には دُقَّة（duqqah ないしは duqqa, ドゥッカ）と同じつづりで補う母音のみ異なる発音違いの
دَقَّةٌ（daqqah ないしは daqqa, ダッカ）
【名詞 - 動名詞が指す行為の1回分語形 فَعْلَةٌ faʿla(tun) - 女性名詞】
- 砕くこと、粉々にすること（の1回分）
- すり潰すこと（の1回分）
- たたくこと（の1回分）、ひと叩き
- （心臓が）脈をうつこと、脈拍（の1回分）

があるが、こちらは動名詞によって示される動作1回分を指す語形となっている。
このダッカを調味料デュカ（文語アラビア語発音：ドゥッカ、現地方言発音：ドッア、ドッガなど）の名称として使っている例も見られ、アラブ系食品通信販売サイトなどでもまれに
- Aleppo Spice Mixture (Dakka) ：アレッポのスパイスミックス（ダッカ）
- Dakka (Roasted chickpeas)：ダッカ（炒りヒヨコマメ）

などのように表記されていることもあるが、その数は多くない。
なお、
دِقَّةٌ（diqqah ないしは diqqa, ディッカ）
【名詞 - 動名詞が指す行為の様態・形態を表す語形 فِعْلَةٌ fiʿla(tun) - 女性名詞】
- 細かさ、微細

という別の姉妹語もあるが、本項目のシーズニングミックスを表す物ではない。

### 発音

#### 文語アラビア語での発音と口語（方言）での発音変化
この調味料が多用されるエジプトでは首都近辺の方言では q（ق）音の声門閉鎖音（声門破裂音）化があるため、duʾʾa（ドゥッア）さらには母音 u が o となった doʾʾa（ドッア） として発音される。一方ナイル川上流域といった地方部方言では q（ق）音の g（/ɡ/）化が起こるため、dugga（ドゥッガ）さらには母音 u が o となった dogga（ドッガ） として発音される。

#### アラビア語表記が全く同じで発音違いのエジプト料理コシャリ用ソース「ダッカ（ダッア）」について
アラビア語には دُقَّة（duqqah ないしは duqqa, ドゥッカ）と同じつづりで補う母音のみ異なる発音違いの دَقَّة（daqqah ないしは daqqa, ダッカ）があることは上述の通りだが、このダッカを調味料デュカ（文語アラビア語発音：ドゥッカ、現地方言発音：ドッア、ドッガなど）を指すカタカナ表記の別パターンとして説明している日本語紹介記事が複数見られる。
一方、少なくともアラブ諸国や英語圏ではDuqqa(h)、Dukka(ｈ)などが一般的で、Daqqa(h)、Dakka(h)の類はエジプト料理のコシャリにかける黄色～薄茶色がかったソースないしはオレンジ～赤みがかったソースを指す事例が多い。
エジプト方言辞書やエジプト料理レシピなどでもこのダッカ（口語発音：ダッア、ダッガ）の方を
- 赤唐辛子、食用油、酢、塩、水からなる調味料。（豆やコシャリの味付けに使われる）[19]
- エジプト料理のコシャリ（كُشَرِى, koshari, コシャリ、文語アラビア語：كُشَرِي, kusharī, クシャリー）にかけるソース。ニンニク、レモン汁、酢、塩、クミンパウダーなどを混ぜて作られる[20]。

として区別しており、エジプトで西暦1900年前後に活躍したトルコ-クルド系文学者アフマド・タイムール（أَحْمَد تَيْمُور, Aḥmad Taymūr/Taimūr）も自著である口語大辞典においてドゥッカとダッカを区別し、ダッカはそれぞれ唐辛子入りのビネガーソース、ドゥッカは塩にミント他を加えて粉状にした物であるとして区別している。
また、エジプトのメディアにおいても粉末状のスパイスミックスはドゥッカの首都カイロ方言発音「ドッア」と発音されていることが確認可能である。そのため、エジプト料理における調味料の名称に関してダッカ（ダッア、ダッガ）をデュカ（文語アラビア語発音：ドゥッカ、現地方言発音：ドッア、ドッガなど）の発音バリエーションの一種として扱うのは適切でない可能性が高いと思われる。

#### アラビア語表記が全く同じで発音違いのパレスチナ風刻み野菜入りソース「ダッカ（ダッア、ダッガ）」について
エジプトのコシャリソース同様、パレスチナでも炒ったスパイスなどのミックスであるドゥッカ（دُقَّة、方言発音：ドゥッア、ドゥッガ）と刻み野菜を入れたソースのダッカ（دَقَّة、方言発音：ダッア、ダッガ）とは発音の違いによって区別されていることが現地メディアなどを通じて確認が可能である。
パレスチナのダッカ（دَقَّة、方言発音：ダッア、ダッガ）はみじん切りのタマネギ、トマト、青唐辛子、ディル（イノンド）の生葉（ウィード）などを鉢などの中に入れ麺棒類で叩いてなじませてから、オリーブ・オイル、レモン汁、塩を入れるなどして作られるソースで、パンにつけたり、肉・魚料理にかけて食べたりする。
なお、このソースについては英語記事では「ガザのサルサソース」「ガザのディップ」と紹介されるなどしている。

### 表記

#### ラテン文字（英字など）による当て字について
語末の「h」は文語休止形発音における語末 ـة の発音を示すが、口語（方言）による日常会話では省略されるため単なる duqqah をドゥッカ、do''ah をドッア、doggah をドッガなどカタカナ表記するのが一般的。ドゥッカフ、ドゥッカー、ドッアフ、ドッアー、ドッガフ、ドッガー、ドゥカフ、ドゥカー、ドカフ、ドカーのような当て字は行わない。
本来は語根として ق（qāf, カーフ）の文字を含むため duqqah ないしは duqqa と当て字をすべき語だが、英語話者には q（ق）よりも k（ك）の方が発音しやすく誤読が少ないことからラテン文字表記（≒英字表記）に関しては Dukkah や Dukka と当て字をしている場合もある。

#### 表記揺れ
元のアラビア語における文語・口語の違いと口語発音の多様性から、以下のようなラテン文字表記（≒英字表記）使われ得る。
- 発音「ドゥッカ」に対応：duqqah、duqqa、dukkah、dukka
- 発音「ドッカ」に対応：doqqah、doqqa、dokkah、dokka、doqah、doqa、dokah、doka
- 発音「ドゥッア」に対応：du''ah、du''a、du'ah、du'a
- 発音「ドッア」に対応：do''ah、do''a、do'ah、do'a
- 発音「ドゥッガ」に対応：duggah、dugga、dugah、duga
- 発音「ドッガ」に対応：doggah、dogga、dogah、doga
- 発音「ダッカ」に対応：daqqah、daqqa、dakkah、dakka
- 発音「ダッア」に対応：da''ah、da''a、da'ah、da'a
- 発音「ダッガ」に対応：daggah、dagga

なお上記の通り本来促音となる重子音「qq」「kk」「gg」「ʾʾ」部分を1文字に減らした当て字も見られるが、ドゥカ、ドゥア、ドア、ドゥガ、ドガなどと読むことを特別に指示しているものではないので注意が必要だと思われる。

#### カタカナ表記
なお日本語カタカナ表記ではデュカとなっていることが多いが、アラビア語に「デュ」の音は存在せず文語アラビア語ならびにこの調味料が多用されるエジプト、パレスチナ、サウジアラビアなどの口語アラビア語（方言）では「デュッカ」と発音されることは無い。かつ促音「ッ」が含まれることから「デュカ」という発音もされていない。
「デゥカ」「デゥッカ」も同様で、少なくとも原語アラビア語で行われる発音ではない。
原語であるアラビア語としては読み間違いに相当、さらには英語圏での発音である「ドゥカ」などとも異なることから日本において最初にカタカナ表記した人物による誤読もしくはフランス語風発音である du（デュ）を採用したことが原因となっている可能性が高いが、本ページでは日本での慣用に従い「デュカ」という項目名を採用している点に留意されたい。
また、日本語記事では「デュカはダッカとも呼ばれる」といった説明がなされていることもあるが、先述の通りダッカ、ダッア、ダッガのようにdの後の母音がuではなくaになっている場合は現地でふりかけ状の食品ではなくソース状の物を指していることが一般的である。

## 材料

### 基本素材
構成物は香辛料の混合物にゴマ、コリアンダー、クミン、塩が入っている点はたいてい共通しているが、国・地域・家庭・商店によって差異が見られ、バラエティーは豊かである。

### 時代による違い

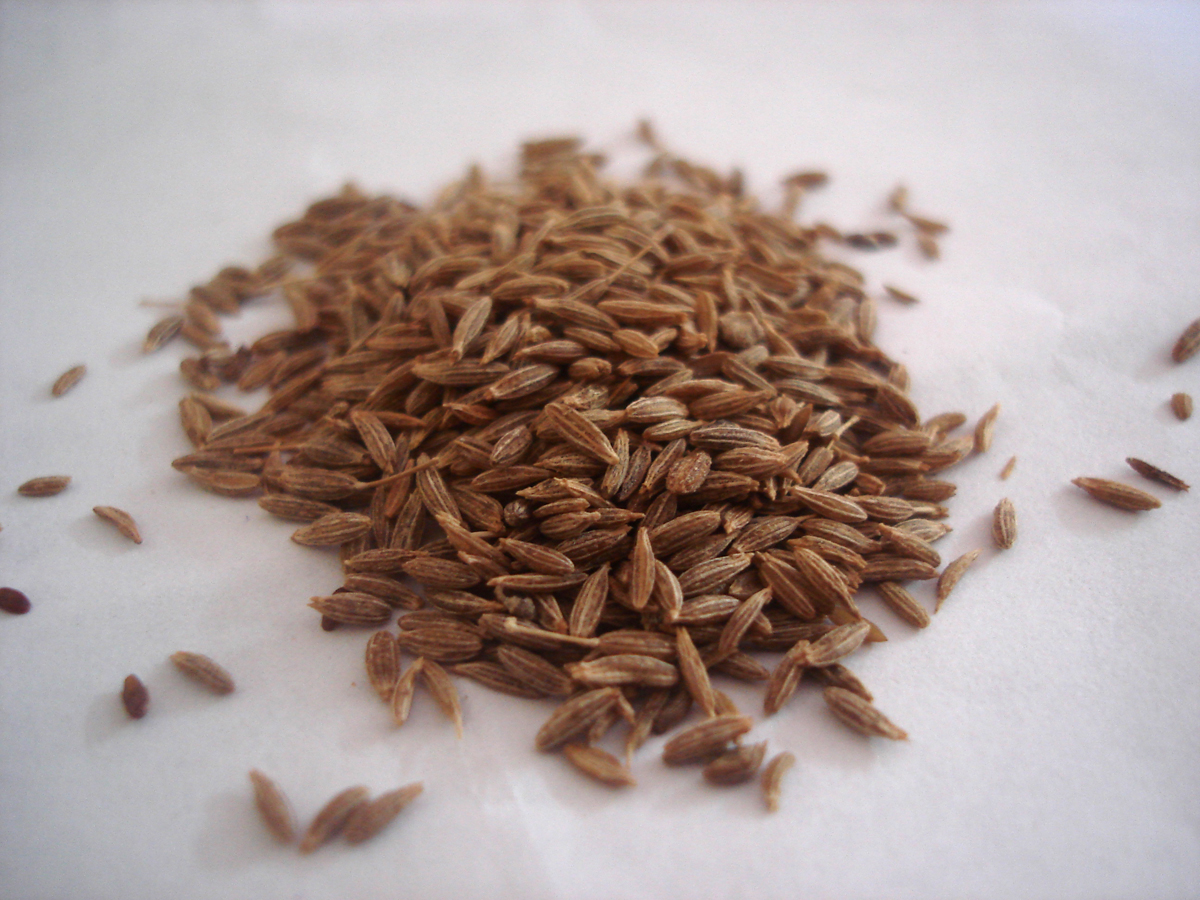
クミン

エジプトで西暦1900年前後に活躍した文学者アフマド・タイムール（أَحْمَد تَيْمُور, Aḥmad Taymūr/Taimūr）は「塩にミント他を加えて粉状にした物」と定義している。
松の実、カボチャの種、ヒマワリの種などは比較的最近になって用いられるようになった原材料となっている。
エジプト人フードライターのNermine Mansour（ネルミーン・マンスール）によると、非アラブ諸国で人気のナッツが豊富なレシピはセレブな料理番組や料理本向けにアレンジされた物であり、本来は民衆の手に届く材料で作られるささやかな調味料だったことからヘーゼルナッツ、クルミ、アーモンド類を含むような食品ではなかったという。

### 地域特産品との関係
今では農産物の輸出入が盛んになったこと、また欧米風アレンジが行われたレシピが広く知られていることから実感されにくいが、元々デュカ（ドゥッカ）はその地域で栽培されている農産物もしくは入手が容易で一般家庭が毎日食べられるような手軽な農産物が定番素材として使われてきた。

#### エジプト

##### 落花生（ピーナッツ）
エジプトではピーナッツを使うことが多いが、これは隣国スーダンやエジプト国内で落花生栽培が行われており入手がたやすいことと結びついている。
元々落花生は海外進出と奴隷貿易を行っていたポルトガルが16世紀に原産地の南米からアフリカ大陸に持ち込んだとされており、後に植民地支配下でのプランテーション栽培が行われるに至った物だったが、同時期にスーダンにももたらされスーダン西部が一大生産地となった。
アラブ世界では大産地であるスーダンにちなみ落花生（ピーナッツ）は فُول سُودَانِيّ（fūl sūdanī, フール・スーダーニー, 「スーダン豆」の意）などと呼ばれるようになったが、エジプトに伝来したのは19世紀初頭とかなり後になってからで、まず初めに（アッ＝）シャルキーヤ県で栽培が始まり、現在ではエジプト北東部の農村地帯である（アッ＝）シャルキーヤ県、（アル＝）イスマーイーリーヤ県（イスマイリヤ県）、（アル＝）ブハイラ県や上エジプト各県が産地になっているという。
同国はこの落花生（ピーナッツ）を海外輸出するまでになっており、19世紀以降市民にとって身近になった作物がデュカ（ドゥッカ）の定番素材として食卓に上るようになったことがうかがえる。
アラブ諸国ではナッツ類は比較的価格が高い食品で庶民が気軽に買える物ではないため長い間デュカ（ドゥッカ）の主役・定番素材ではなかったが、ピーナッツに関しては「貧しき者たちのためのナッツ（مُكَسَّرَاتُ الْفُقَرَاءِ, mukassarāt al-fuqarāʾ, ムカッサラート・アル＝フカラー）」と呼ばれ毎日の食卓に並べることができる手軽な食品だったことからエジプト風デュカ（ドゥッカ）において長年にわたり多用されてきたと言える。

##### ベニバナ
ベニバナ（紅花）はエジプトにおいて古くから栽培されており、ナイル中流～上流域である南部の上エジプトがその一大中心地となっている。
ベニバナは食料油の原料とするだけでなくその種子を食することもされており、上エジプト地方バージョンの「サイード風ドゥッカ（現地方言発音：ドゥッガ、ドッガ）」ではベニバナ種子が使用されることもある。ただし同地方では夏場に日中の気温が50℃近くになる日があるためゴマやベニバナといった種子の油分を豊富に含むデュカ（ドゥッカ）は傷みやすいことから、冬場によく使う食材となっているという。

#### パレスチナ
パレスチナのうち特にデュカ（ドゥッカ）生産・消費が盛んなガザ地方は有数の農業地帯で、ガザ風デュカ（ドゥッカ）の定番素材である小麦、レンズマメ、ヒヨコマメなどはガザの農民が自らの手で育て・収穫してきた農作物である。エジプト風レシピと違い皮むき小麦を使用し複数の豆類が含まれるのもそのためである。

#### サウジアラビア
サウジアラビア式デュカ（ドゥッカ）で知られるヒジャーズ地方はイスラームの二大聖地メッカ（マッカ）と（アル＝）マディーナを擁することで知られるが、山が連なる一帯ということで（アッ＝）ターイフのように冷涼な気候を生かした農業と野菜・果物栽培が盛んな地域も含まれる。
同国の代表的デュカ（ドゥッカ）であるマディーナ風デュカ（ドゥッカ、現地方言発音：ドゥッガ）では、「バラの街」とも称される（アッ＝）ターイフの特産品でもあるマディーナ・ローズ（Madinah rose、Madini rose）の食用ドライフラワーが加えられるなどする。

## 作り方

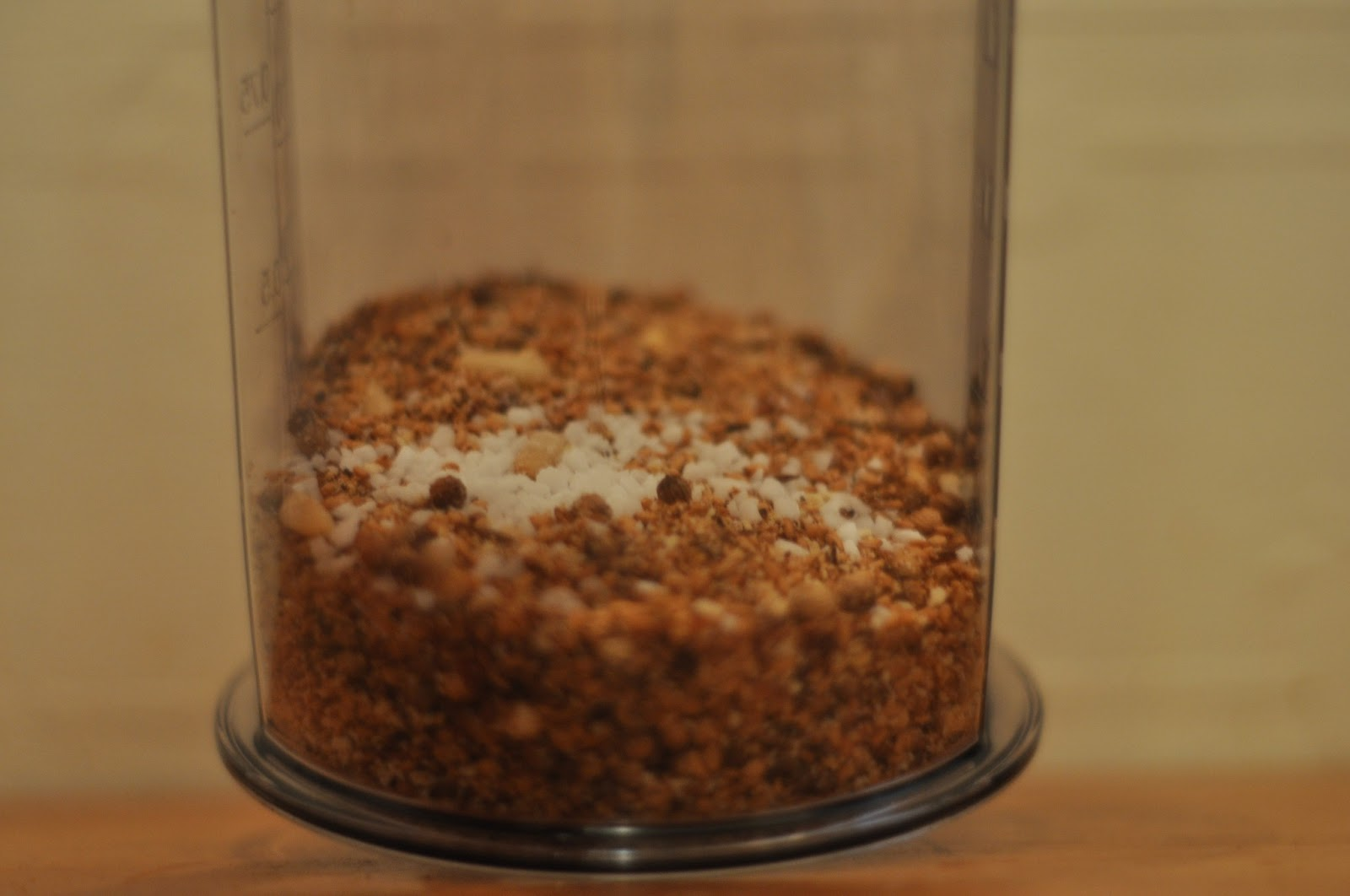
家庭用ブレンダーでの自作

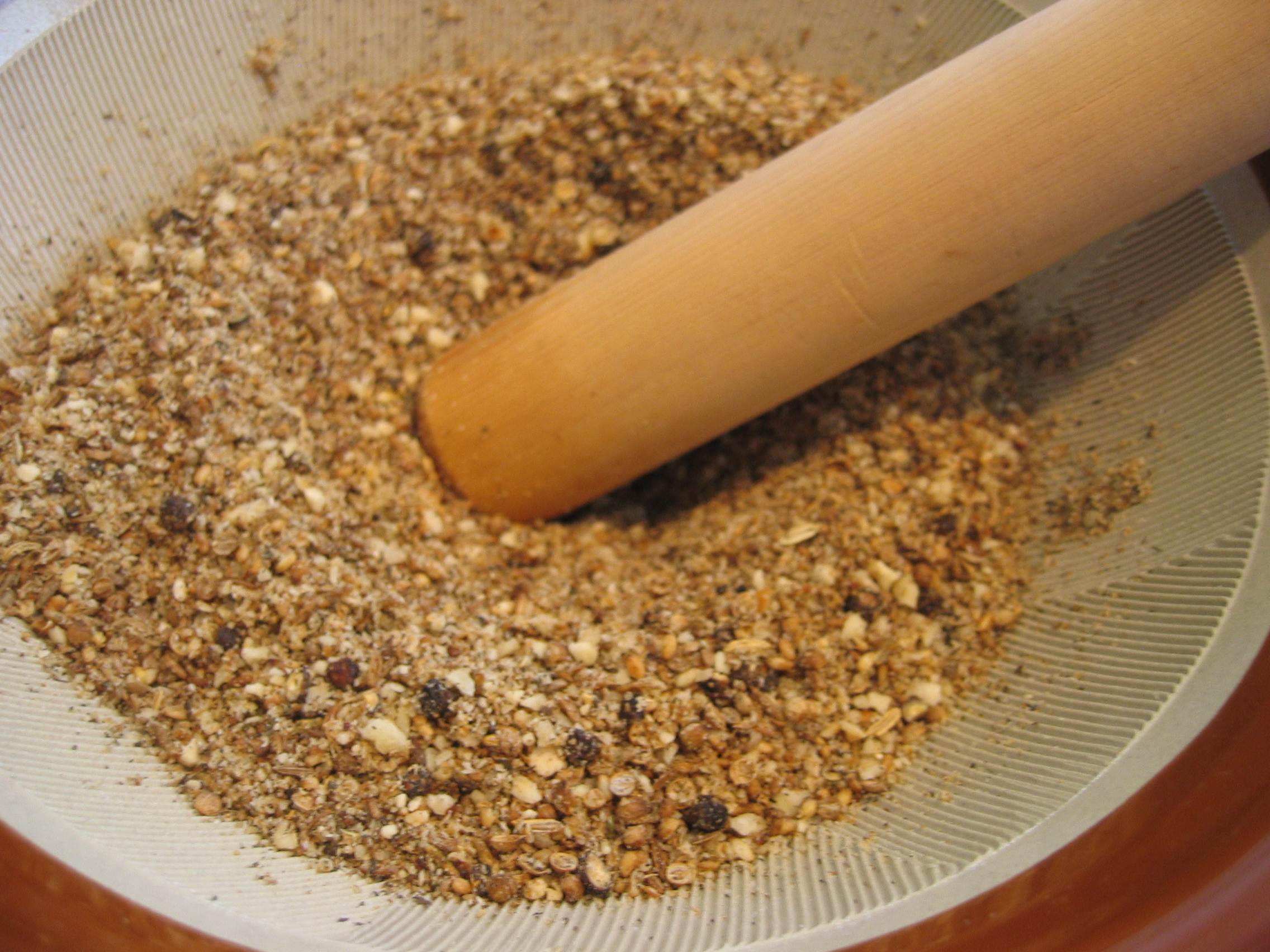
電動器具を使わない場合はすり鉢、スパイスブレンダー、石臼などを用いる

### 使用する道具
デュカ（文語アラビア語発音：ドゥッカ、現地方言発音：ドゥッア、ドゥッガ、ドッア、ドッガなど）は、原材料を炒ってからつき砕く・挽くことで作られ、名称もこうした製法が由来となっている。
アラブ世界の場合、現代では製造業者は電動臼・グラインダー（طَاحُونَة, ṭāḥūna(h), ターフーナ）、家庭はフードプロセッサーや電動グラインダーを使うことが一般的だが、元々は容器内でつき砕いたり、人の手で臼を回して挽いたり、製粉所でロバを始めとする家畜に牽かせることで回す石臼で挽いて作るなどしていたという。
なお、自作かつ風味の保持を大切にしたい場合はすり鉢や非電動スパイスグラインダーの利用が有効である。

### アラブ式製法
アラブ式の作り方は各国ともに以下のような手順となっている。
1. 材料をフライパンなどで炒る。
2. ゴマ以外の材料をふわふわの粉末状になるまで電動グラインダーなどで撹拌する。
3. 最後にゴマを散らして完成。

### 欧米や日本などにおける製法
1. クミンやコリアンダーなどのスパイスを炒る。
2. ゴマ、ナッツを炒る。
3. ナッツを包丁で粗く刻んだり鉢などで砕いたりする。
4. スパイスやナッツの粒がある程度形を留めザクザクした食感が残った状態で完成。

## エジプト

### 概要
エジプトはデュカ（ドゥッカ、現地発音：ドゥッア、ドゥッガ、ドッア、ドッガなど）の消費が多い地域の一つであり、日本語で書かれた記事ではエジプト料理とのみ紹介されていることも少なくない。
文語アラビア語（フスハー、正則アラビア語、現代標準アラビア語）では
اَلدُّقَّةُ الْمِصْرِيَّةُ
分かち書き表記：al-duqqa(h) al-miṣrīya(h), アッ＝ドゥッカ・アル＝ミスリーヤ
実際の発音：ʾad-duqqa(tu)-l-miṣrīya(h), アッ＝ドゥッカ(トゥ)・ル＝ミスリーヤ
意味：エジプトのドゥッカ、エジプト・ドゥッカ
などと呼ばれており、英語記事におけるのEgyptian Duqqah、Egyptian Duqqa、Egyptian Dukkah、Egyptian Dukkaなどに対応している。

## パレスチナ

### 概要

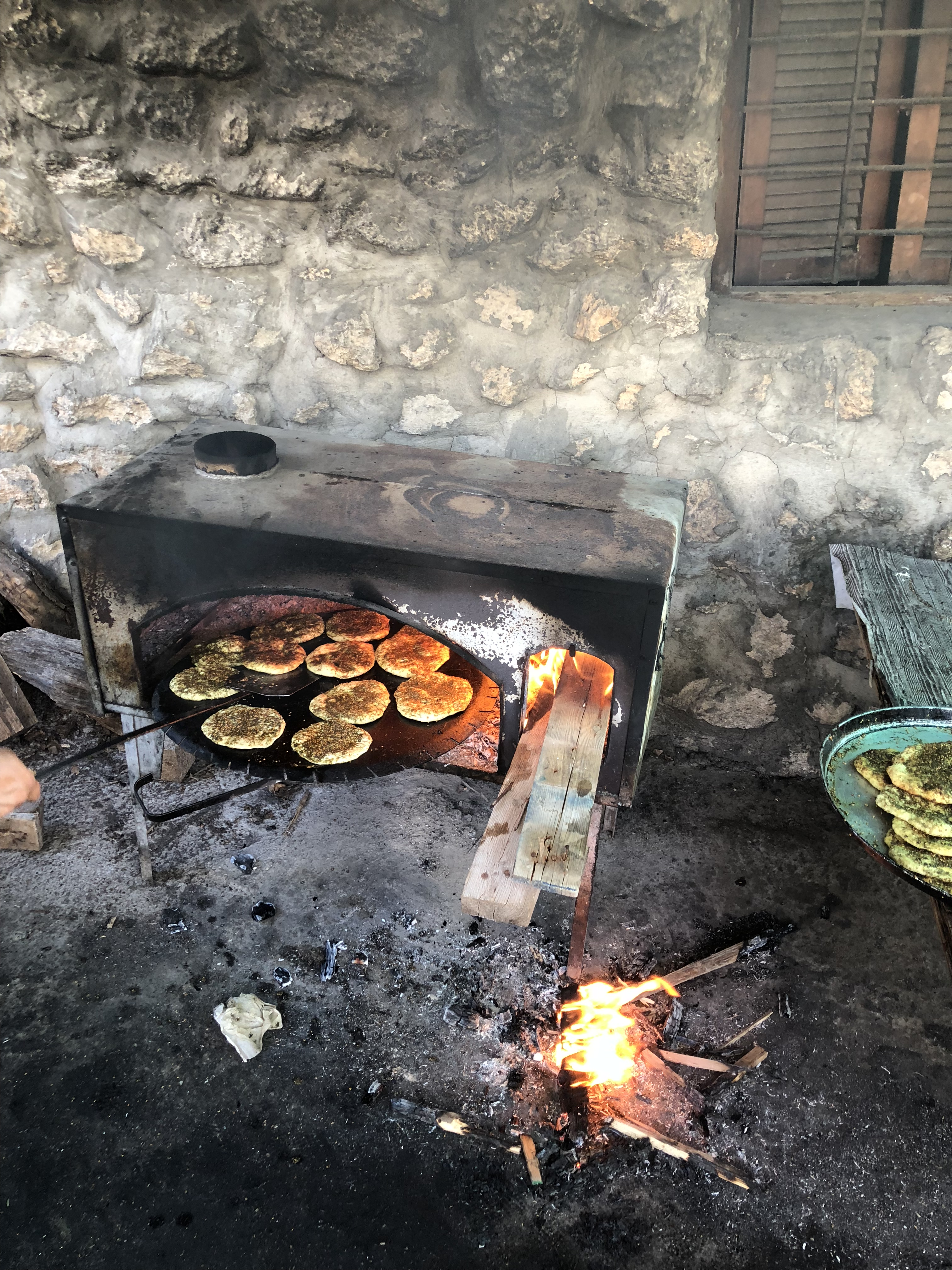
アラブ風ピザの具としてザアタルなどとあわせて用いられている（パレスチナ）

パレスチナの物は文語アラビア語（フスハー、正則アラビア語、現代標準アラビア語）では
اَلدُّقَّةُ الْفِلَسْطِينِيَّةُ
分かち書き表記：al-duqqa(h) al-filasṭīnīya(h), アッ＝ドゥッカ・アル＝フィラスティーニーヤ
実際の発音：ʾad-duqqa(tu)-l-al-filasṭīnīya(h), アッ＝ドゥッカ(トゥ)・ル＝フィラスティーニーヤ
意味：パレスチナのドゥッカ、パレスチナ・ドゥッカ
اَلدُّقَّةُ الْغَزَّاوِيَّةُ
分かち書き表記：al-duqqa(h) al-ghazzāwīya(h), アッ＝ドゥッカ・アル＝ガッザーウィーヤ
実際の発音：ʾad-duqqa(tu)-l-al-ghazzāwīya(h), アッ＝ドゥッカ(トゥ)・ル＝ガッザーウィーヤ
意味：ガザのドゥッカ、ガザ・ドゥッカ
などと呼ばれる。
パレスチナ特にガザの民衆に愛される朝食や夕食の供で、地元では朝食としてこのドゥッカ（現地方言発音：ドゥッア、ドゥッガ）、ザアタル、（オリーブ）オイルが欠かせないという。
焼いたパンにつけるだけでなく、薄く伸ばしたパン生地に具を塗りつけて焼くアラブ風ピザであるマナイーシ(アラビア語 مناقيش, 文語アラビア語発音：manāqīsh, マナーキーシュ、口語発音：manāʾīsh, マナーイーシュ等 → 短母音化により manaʾīsh, マナイーシュ等)としても食されている。
このドゥッカは地元の伝統的かつ定番の食材とみなされており、昨今定番の組み合わせはコリアンダー、スマック（スンマーク）、塩、赤唐辛子、挽いた小麦。ガザ民が他地に赴く際は現地で食べるようにと親族が大量のドゥッカ（ドゥッア、ドゥッガ）を持たせるのが習わしだったが、伝統文化研究者によると数十年前頃にガザからパレスチナ各地へと急速に広まり、さらにはパレスチナから世界各地に普及していったという。

## サウジアラビア

### 概要

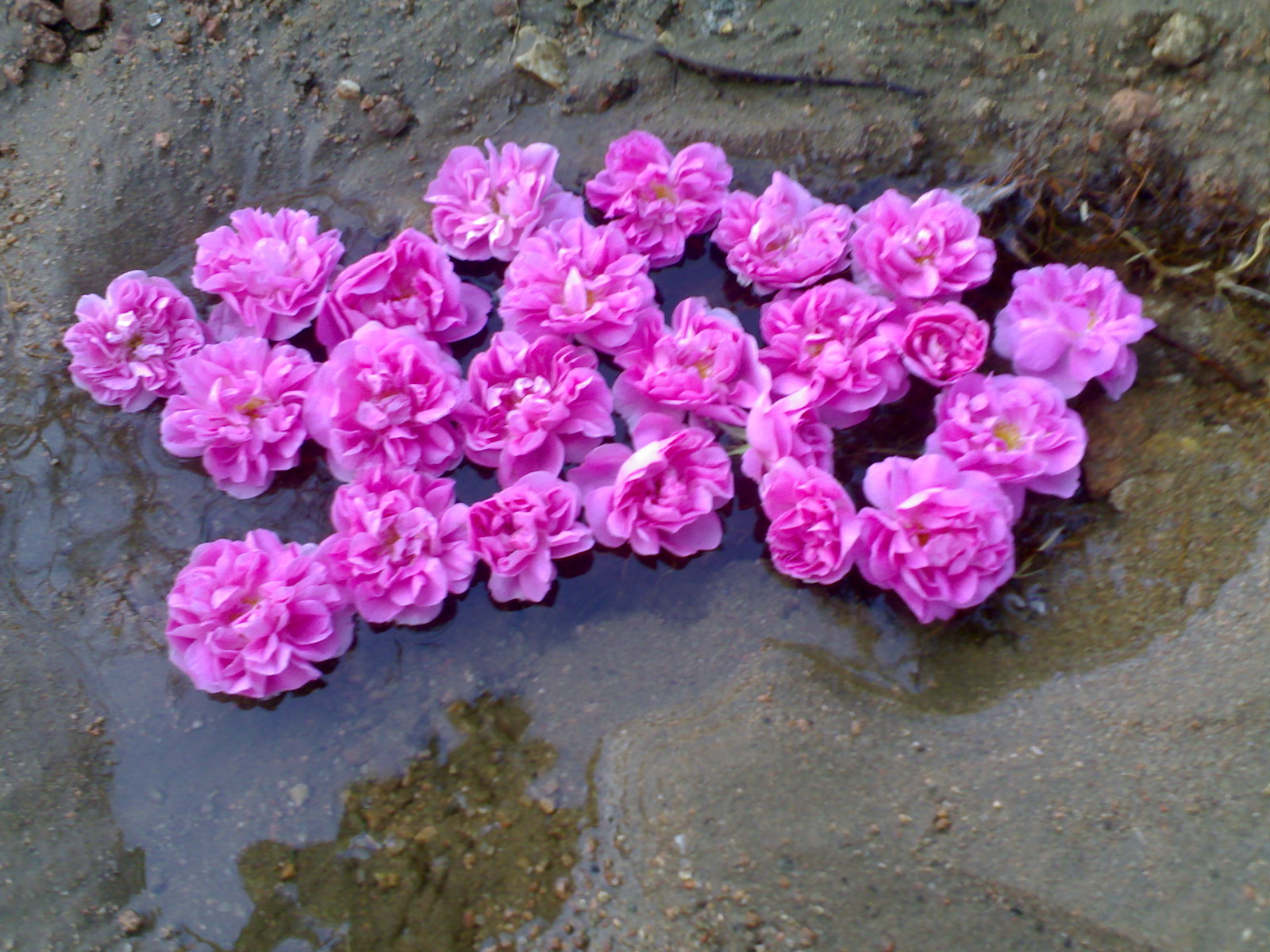
マディーナ・ローズことジューリー・ローズ（ダマスクローズ）

サウジアラビアの物は産地であるヒジャーズ地方（アル＝）マディーナにちなんだ名称で知られており、文語アラビア語（フスハー、正則アラビア語、現代標準アラビア語）では
اَلدُّقَّةُ الْمَدِينِيَّةُ
分かち書き表記：al-duqqa(h) al-madīnīya(h), アッ＝ドゥッカ・アル＝マディーニーヤ
実際の発音：ʾad-duqqa(tu)-l-madīnīya(h), アッ＝ドゥッカ(トゥ)・ル＝マディーニーヤ
意味：（アル＝）マディーナのドゥッカ、マディーナ・ドゥッカ
などと呼ばれる。
サウジアラビアの（アル＝）マディーナでは特にラマダーン中のイフタール（日中の断食を終えた後に食べる日没後の夕食）に欠かせないシーズニングミックスだという。
近隣にある（アッ＝）ターイフの特産品でもあるマディーナ・ローズ（Madinah rose、Madini rose）ことジューリー・ローズ（الورد الجوري, al-ward al-jūrī, アル＝ワルド・アル＝ジューリー, 「ダマスクローズ」の別名）の食用ドライフラワーが加えられるのも特徴的となっている。

## 欧米や日本で人気の粗挽き製法

### 概要・アラブ式との違い

#### ナッツの存在感が大きなレシピは近年のアレンジ
日本ではナッツを入れる作り方が広く知られているが、アラビア語では中世から「細かく砕いた食塩」「香辛料入りの塩」「ミックススパイス」を指す語で現代でも香辛料やハーブをすり潰した物がメインとなっていることから、アラブ式レシピではナッツ類を入れないバージョンもある。
欧米や日本における人気レシピではナッツ類をフードプロセッサー・ブレンダー・すり鉢で小さくするのではなくスパイスやハーブよりも大きな粒になるよう包丁で粗く刻むよう指示しているレシピが多く、ナッツのザクザクした食感を謳っていることも少なくない。
エジプト人料理研究家によるとそうしたレシピは近年アレンジが加えられた結果であり、本来はヘーゼルナッツ、クルミ、アーモンド類をふんだんに含むような食品ではなかったが、手が届かないという理由から人々が使っていなかったナッツ類を取り入れたことで風味が増し調味料として進化を遂げたのだという。

#### アラブの一般家庭向けデュカ（ドゥッカ）との粒度差
エジプト、パレスチナ、サウジアラビアなどの一般家庭で流通しているレシピではゴマを除き全てパウダー状にする手順が一般的であり、石臼を使った古い製法や電動グラインダーによる商業的製法でもふりかけないしはふすま粉に似た形状が主流で、日本でのそれとは見た目・食感が異なっている。
英語などで書かれた欧米式レシピに日本の物と同じ系統の粒が大きな形状の物が多いことから、おそらくアラブ諸国の家庭向けレシピではなくエジプト式をアレンジした欧米向けレシピを経由して日本で紹介されたことがオリジナルとの差異の原因になっているものと考えられる。
粗く刻む粗挽きレシピが人気である非アラブ諸国のネットショッピングサイトでアラブ式の細挽きパウダーが「期待と違って挽かれてパウダーになってしまっている」としばしば低評価を受けるのもそのためである。

#### クエン酸の使用有無
アラブ諸国の製法ではクエン酸を入れることがしばしば行われており、特にパレスチナ式とサウジアラビア式ではレシピにクエン酸と記載されていることが多い。ただしエジプト式レシピではクエン酸の多用は行われておらず、エジプト式をベースに多数のナッツ類を加えたアレンジがポピュラーな日本でもクエン酸を使用した商品の販売も含めまれであると言える。
一方欧米諸国ではパレスチナ式デュカ（ドゥッカ）の輸入販売がされていることから、クエン酸を含んだ製品が複数販売されている状況である。

## 諸外国での普及
デュカ（文語アラビア語発音：ドゥッカ、現地方言発音：ドッア、ドッガなど）はアラブ諸国以外の国々でも知られるようになってきている。

### アメリカ合衆国
アメリカ合衆国では、テレビの料理バラエティ番組（トップ・シェフやアイアン・シェフ・アメリカなど）を通して知名度を高めた。

### オーストラリア
オーストラリアではレバノン人移民・アラブ人移民の増加や、SBS Food などのテレビ料理番組を通じて利用が広まったと考えられる。
いくつかのメーカーがさまざまな風味のデュカを販売しており、スーパーマーケットや専門店、ファーマーズマーケットなどで入手可能である。